# The Fighting Kentuckian
The Fighting Kentuckian (Brasil: Estranha Caravana / Portugal: Um Valente) é um filme norte-americano de 1949, do gêneros aventura, dirigido por George Waggner e estrelado por John Wayne, Vera Ralston e, também, Oliver Hardy, em uma das raras vezes em apareceu nas telas sem o companheiro Stan Laurel.

## Sinopse

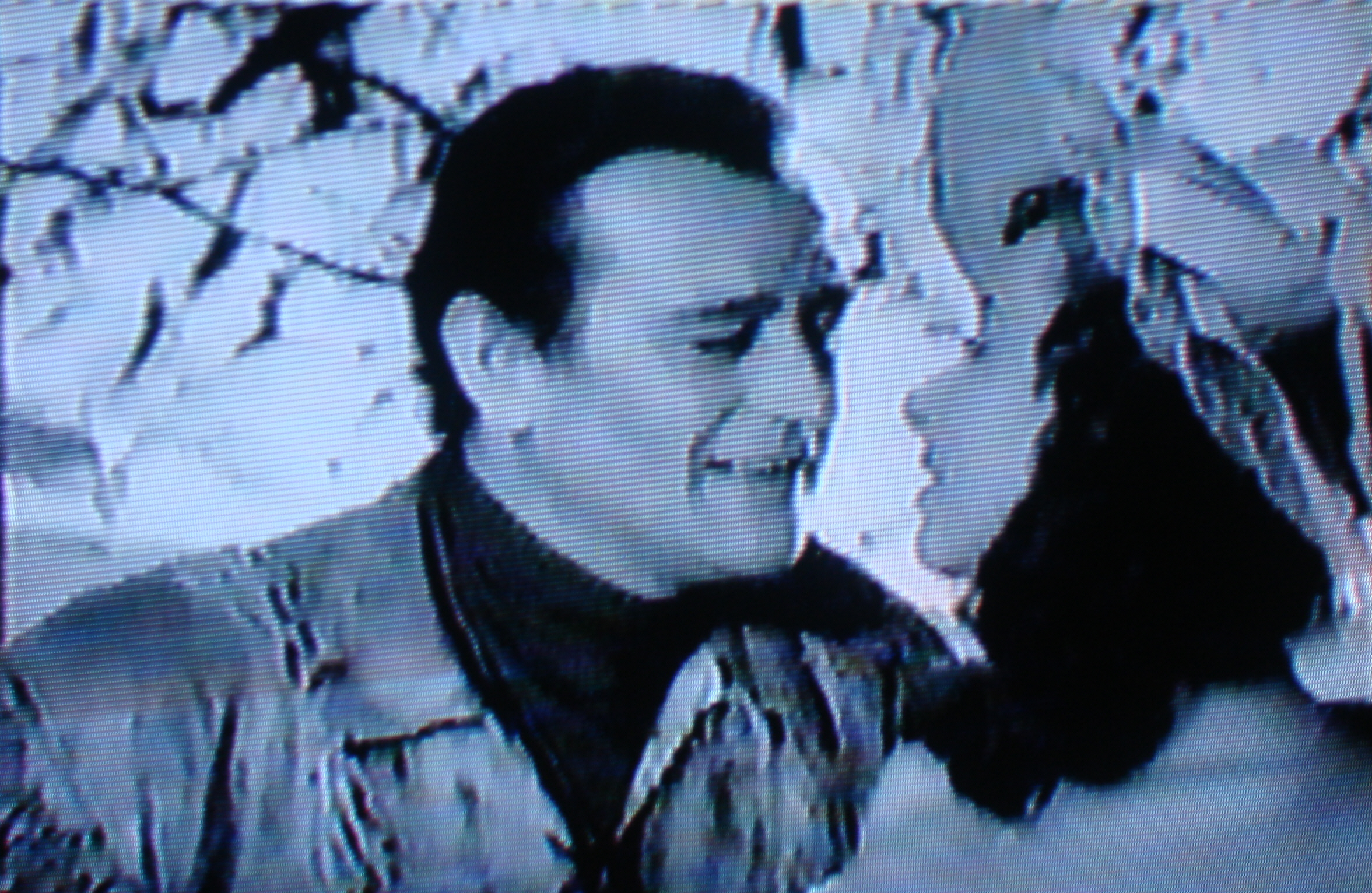
John Wayne e Vera Ralston em cena do filme

Estamos na cidade de Mobile. O atirador John Breen, ao retornar da Batalha de Nova Orleães, apaixona-se por Fleurette de Marchand, filha do general francês Paul de Marchand. Daí, ele os ajuda a derrotar uma quadrilha de grileiros que assola a região.

## Elenco
| Ator/Atriz      | Personagem               |
| --------------- | ------------------------ |
| John Wayne      | John Breen               |
| Vera Ralston    | Fleurette de Marchand    |
| Oliver Hardy    | Willie Paine             |
| Philip Dorn     | Coronel Georges Geraud   |
| Marie Windsor   | Ann Logan                |
| John Howard     | Blake Randolph           |
| Hugo Haas       | General Paul de Marchand |
| Grant Withers   | George Hayden            |
| Odette Myrtil   | Senhora de Marchand      |
| Paul Fix        | Beau Merritt             |
| Mar Marsh       | Irmã Hattie              |
| Jack Pennick    | Capitão Dan Carroll      |
| Mickey Simpson  | Jacques                  |
| Fred Graham     | Carter Ward              |
| Mabelle Koenig  | Marie                    |
| Franklyn Farnum | Não-creditado            |